# Mortka

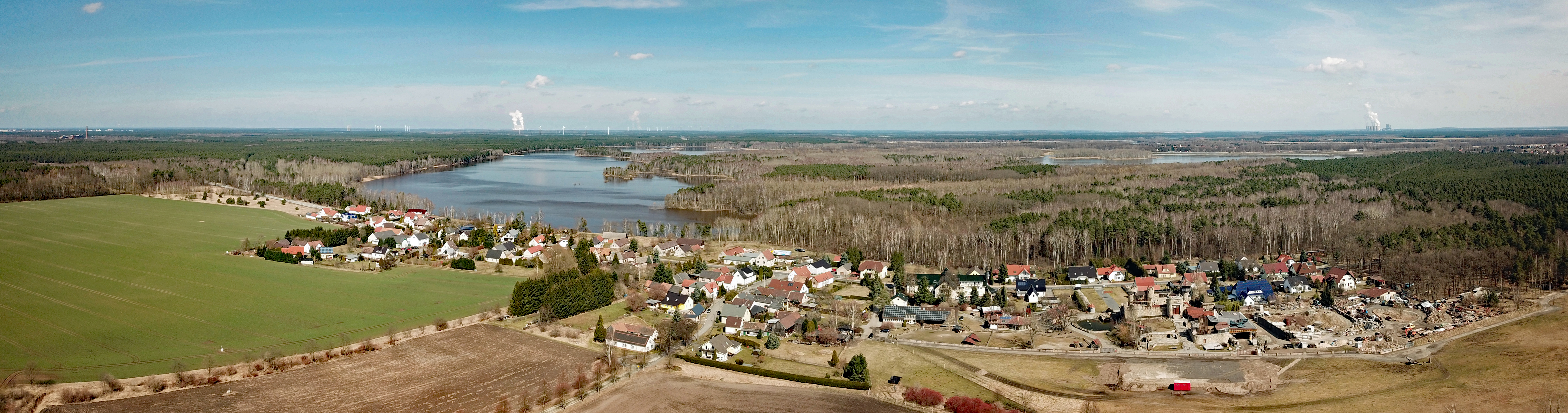
Luftbild

Mortka (von 1937 bis 1947 amtlich Grube Ostfeld), obersorbisch Mortkowⓘ, ist ein Dorf im Norden des sächsischen Landkreises Bautzen. Es ist ein Teil der Gemeinde Lohsa und zählt zum offiziellen sorbischen Siedlungsgebiet in der Oberlausitz.

## Geographie
Mortka befindet sich zwischen Lohsa und Groß Särchen an der Kreisstraße K2919. Zum Ort Lohsa sind es 5 km. Um den Ort befinden sich sehr viele kleinere und größere Teiche, die zur Fischwirtschaft genutzt werden. Im Westen befindet sich ein weitläufiges Waldgebiet mit überwiegend Tannen- und Kiefernbestand.

## Geschichte

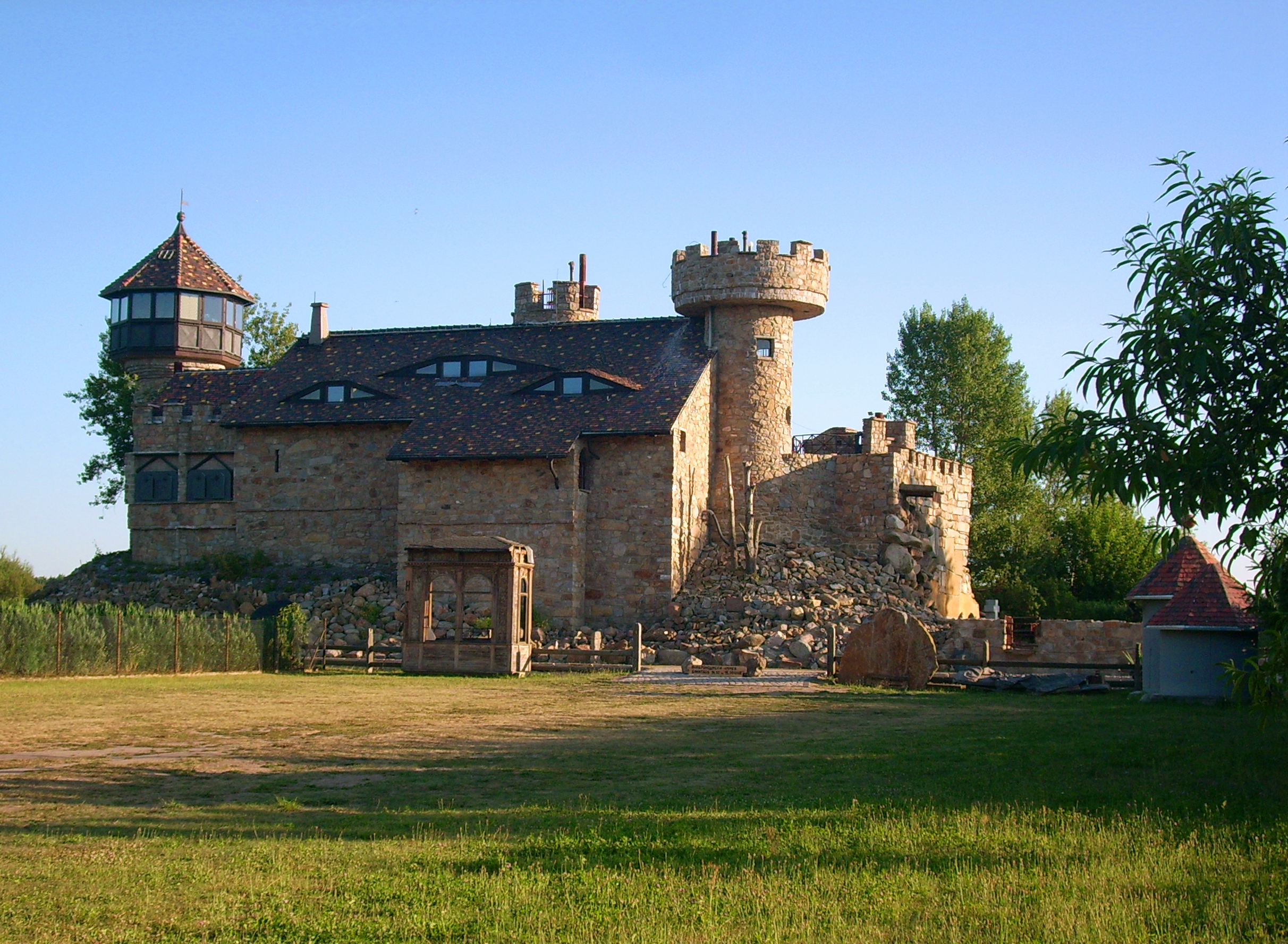
Von 2008 bis 2012 erbaute und mit Ferienwohnungen ausgestattete Burg in Mortka

Aus dem Jahr 1825 ist ein Gebäude erhalten geblieben, die restlichen Gebäude sind jüngeren Datums. Die erste urkundliche Erwähnung fand 1359 statt, allerdings lassen Ausgrabungsfunde aus dem Nachbarort Lohsa darauf schließen, dass der Ort wesentlich älter ist. Der Ort wechselte dabei mehrmals seinen Namen, für 1777 ist Rittergut belegt. Der Ort gehört seit dem 16. Jahrhundert zur Kirchgemeinde Lohsa. Durch den Wiener Kongress kam das sächsische Mortka zu Preußen. Die Staatsgrenze verlief unweit des Ortes, wodurch das historisch gewachsene Siedlungsgebiet geteilt wurde. Auch nach der Auflösung des Staates Preußen orientierten sich die zahlreichen Landes-, Bezirks- und Kreisgrenzen am beschlossenen Verlauf. Der Ort wurde am 1. Januar 1974 in die Gemeinde Litschen eingemeindet. Seit dem 1. Januar 1994 gehört er zu Lohsa.

### Ortsname
Es sind im Laufe der Jahrhunderte folgende Ortsnamen überliefert: Mortkaw (1359), Mortekaw (1400), Mortkow (1410), Mortkau (1546), Mortka (1548) und Mortka ab 1791. Im Jahr 1936 wurde der Ortsname durch die Nationalsozialisten aus ideologischen Gründen in Grube Ostfeld geändert. Seit 1947 heißt der Ort wieder Mortka.

## Bevölkerung und Sprache
| Jahr | Einwohner |
| ---- | --------- |
| 1825 | 129       |
| 1871 | 163       |
| 1885 | 160       |
| 1905 | 148       |
| 1925 | 140       |
| 1939 | 168       |
| 1946 | 244       |
| 1950 | 251       |
| 1964 | 193       |
| 2009 | 189       |
| 2010 | 184       |

Für seine Statistik über die sorbische Bevölkerung in der Oberlausitz ermittelte Arnošt Muka in den achtziger Jahren des 19. Jahrhunderts eine Bevölkerungszahl von 166 ausnahmslos sorbischsprachigen Einwohnern. Ernst Tschernik zählte 1956 in der Gemeinde Mortka einen sorbischsprachigen Anteil von nur noch 51,2 % der Bevölkerung. Seitdem ist der Gebrauch des Sorbischen im Ort weiter stark zurückgegangen.

## Wirtschaft
Der Ort profitiert vom nahegelegenen Speicher Knappenrode, der ein wichtiger Wirtschaftsfaktor ist. Des Weiteren gibt es betreutes Wohnen und ein paar Kleingewerbetreibende, wie zum Beispiel ein Taxiunternehmen, ein Zahnarzt, ein Dachdecker, ein PC-Service, eine Pension und eine Gaststätte.